# Räntan, Helsingfors
Räntan, finska: Räntty, är en ö i Finland. Den ligger i Finska viken och i kommunen Helsingfors i landskapet Nyland, i den södra delen av landet. Ön ligger nära Helsingfors.
Öns area är 1 hektar och dess största längd är 170 meter i öst-västlig riktning. Närmaste större samhälle är Helsingfors, 5,7 km norr om Räntan.